# Scientist
Scientist (род. 18 апреля 1960, Кингстон, Ямайка) — музыкант, работающий в жанре даб. Настоящее имя Хоптон Браун (Hopeton Brown), но иногда упоминается как Овертон Браун (Overton Brown). Родился в 1960 году в Кингстоне, Ямайка. Был протеже Кинга Табби, одного из основателей даба.

## Биография
С электроникой Брауна познакомил его отец, который в своё время работал техником на радио и телевидении. Он собирал собственные усилители и покупал звуковые преобразователи в дорожной студии Кинга Табби. Браун хотел начать собственную карьеру и просил Табби дать ему шанс микшировать. Он был принят в студию в качестве помощника, выполняя несложные поручения. В середине 70-х Браун начал создавать дабы переписанных ритмов Studio One для Дона Мэиса. Первый хит, который микшировал Браун, был «Collie Weed» Бэррингтона Леви.
Он покинул студию Кинга Табби в конце 70-х и начал работать главным инженером для канала One Studio Channel, пока не был нанят братьями Ху Ким (Hoo Kim), которые дали ему шанс работать на шестнадцатитрековой микшерской установке, тогда как в студии Табби была четырёхтрековая.
Слава начала приходить к Брауну в ранних 80-х. Он выпустил множество альбомов. Также он выполнял работу для Линвэла Томпсона и Джа Томаса. В 1982 он покинул Channel One, чтобы работать в студии Tuff Gong как помощник инженера для Эррола Брауна (Errol Brown). Браун переезжает в Вашингтон в 1985, чтобы снова работать звукорежиссёром в студиях.
Он выпустил ряд альбомов в начале 80-х, вышедших под лейблом Greensleeves Records.
Пять песен Брауна с альбома Scientist Rids the World of the Evil Curse of the Vampires были использованы как саундтрек к видеоигре 2001 года Grand Theft Auto 3 на радиостанции K-Jah.

## Дискография
- Introducing Scientist: The Best Dub Album in the World (1980)
- Allied Dub Selection (1980) — with Papa Tad’s
- Heavyweight Dub Champion (1980)
- Big Showdown at King Tubby’s (1980) — with Prince Jammy
- Scientist Meets the Space Invaders (1981)
- Scientist Rids the World of the Evil Curse of the Vampires (1981)
- Scientist Meets the Roots Radics (1981)
- Scientist in the Kingdom of Dub (1981)
- Scientific Dub (1981) Tad’s
- Dub Landing Vol. 1 (1981)
- Yabby You & Michael Prophet Meet Scientist at the Dub Station (1981)
- First, Second and Third Generation (1981) — with King Tubby and Prince Jammy
- Dub War (1981)
- World at War (1981)
- Dub Landing Vol. 2 (1982) — with Prince Jammy
- High Priest of Dub (1982)
- Dub Duel (1982) — with Crucial Bunny
- Scientist Encounters Pac-Man (1982)
- Seducer Dub Wise (1982)
- Scientist Wins the World Cup (1983)
- Dub Duel at King Tubby’s (1983) — The Professor
- Scientist & Jammy Strike Back (1983) — with Prince Jammy
- The People’s Choice (1983)
- Crucial Cuts Vol. 1 (1984)
- Crucial Cuts Vol. 2 (1984)
- 1999 Dub (1984)
- King of Dub (1987)
- International Heroes Dub (1989)
- Tribute to King Tubby (1990)
- Freedom Fighters Dub (1995)
- Dub in the Roots Tradition (1996)
- Lee Perry Meets Scientist At The Black Heart Studio (1996)
- Repatriation Dub (1996)
- King Tubby Meets Scientist in a World of Dub (1996) — with King Tubby
- King Tubby’s Meets Scientist at Dub Station (1996) — with King Tubby
- Dubbin With Horns (1995)
- Dub Science (1997)
- Dub Science, Dub For Daze, Volume 2 (1997)
- Scientist Meets the Crazy Mad Professor at Channel One Studio (1997)
- Respect Due (Joseph I Meets the Scientist in Tribute to Jackie Mittoo) (1999)
- Mach 1 Beyond Sound Barrier (1999)
- Scientist Dubs Culture Into a Parallel Universe (2000)
- All Hail the Dub Head (2001)
- Ras Portrait (2003)
- Pockets of Resistance (2003)
- Scientist Meets The Pocket (2003—2004)
- Nightshade Meets Scientist (2005) — featuring Wadi Gad
- Dub From the Ghetto (2006) (compilation)